# مسجد آقا محمود گز
مسجد آقا محمود گز مربوط به دوره قاجاریه است و در شهرستان برخوار و میمه، ، بخش مرکزی، شهر گز، محله محمودآباد (آقا محمود) خیابان خواجه نصیر، کوی مناجات واقع شده و این اثر در تاریخ ۸ بهمن ۱۳۸۵ با شمارهٔ ثبت ۱۷۰۳۸ به عنوان یکی از آثار ملی ایران به ثبت رسیده است.